# Entrelacement (disque dur)
Pour les articles homonymes, voir entrelacement.

À gauche: disque non entrelacé
à droite: entrelacement

L’entrelacement (interleaving en anglais) des secteurs est une technique qui permet d'augmenter les délais pour accéder aux informations sur un disque dur. Les secteurs, localisés par le triptyque Cylindre/Tête/Secteur, ne se suivent pas physiquement sur le disque dur. Cette technique couramment employée dans les années 1990, ne l'est plus dans les années 2010 à la suite de l'usage plus systématique des mémoires caches et de l'augmentation de la vitesses des processeurs
La distance supplémentaire que doit parcourir le disque pour que la tête de lecture atteigne les données octroie du temps au système pour soit changer de piste, soit transmettre les données. L'entrelacement, en évitant un tour de disque inutile, permet d'accélérer les débits de transmission d'information. Pour être efficace il est adapté au système sur lequel il est appliqué.
L'entrelacement est construit au formatage.